# Вила Дел Форо (Алесандрија)
Вила Дел Форо је насеље у Италији у округу Алесандрија, региону Пијемонт.
Према процени из 2011. у насељу је живело 383 становника. Насеље се налази на надморској висини од 102 м.